# Institut universitaire de formation des maîtres
En France, les instituts universitaires de formation des maîtres (IUFM) ont été, de 1990 à 2013 (2015 en Nouvelle-Calédonie), des établissements de formation des professionnels de l’enseignement public (professeurs des premier et second degrés, conseillers principaux d'éducation). Ils ont été remplacés par les écoles supérieures du professorat et de l'éducation (ESPE ou ESPÉ), puis par les instituts nationaux supérieurs du professorat et de l’éducation (INSPE ou INSPÉ).
Créés en 1990 avec la double vocation de préparer aux concours de l’enseignement, et de former les professeurs stagiaires, ainsi qu'avec  le double héritage des écoles normales et des cursus universitaires, ils ont subi de nombreuses critiques et sont devenus l'enjeu de divers conflits entre des conceptions opposées du métier et de l'acte d'enseigner comme de la formation qui doit y préparer : notamment ils voient s'affronter en leur sein comme dans l'opinion publique et les milieux enseignants des approches plus ou moins théoriques mais radicalement divergentes de la pédagogie. 
Après plusieurs réformes dans les années 2000 qui ont modifié plusieurs fois la formation initiale des maîtres, les IUFM sont tranformés en 2013  en écoles supérieures du professorat et de l'éducation dans les académies de la métropole et des DOM, avec la même double mission ainsi qu'avec une formation initiale restaurée (par une année rémunérée de formation en altternance : stages sur le terrain puis en semi-responsabilité / formation à l'ESPÉ) pour les professeurs stagiaires ayant réussi les concours de recrutement. 
Mais le dispositif IUFM  est maintenu dans les vice-rectorats de Nouvelle-Calédonie et Wallis-et-Futuna (IUFM de Nouvelle-Calédonie) et de Polynésie française, en attendant une éventuelle extension ou adaptation par ordonnance du gouvernement à ces territoires de la loi no 2013-595 du 8 juillet 2013 d'orientation et de programmation pour la refondation de l'école de la République.
Le décret fixant les règles relatives à la composition et au fonctionnement des conseils des écoles supérieures du professorat et de l'éducation du 28 août 2013 confirme cette évolution, ainsi que le maintien de deux IUFM en Nouvelle-Calédonie (article 4 créant l'article D774-20 du code de l'éducation) et en Polynésie française (article 3 créant l'article D773-20 du code de l'éducation). Depuis la transformation de ces deux derniers IUFM en ESPE, respectivement le 1er février 2015 et le 1er septembre 2014, il n'existe plus d'IUFM en France,.

## Histoire des IUFM

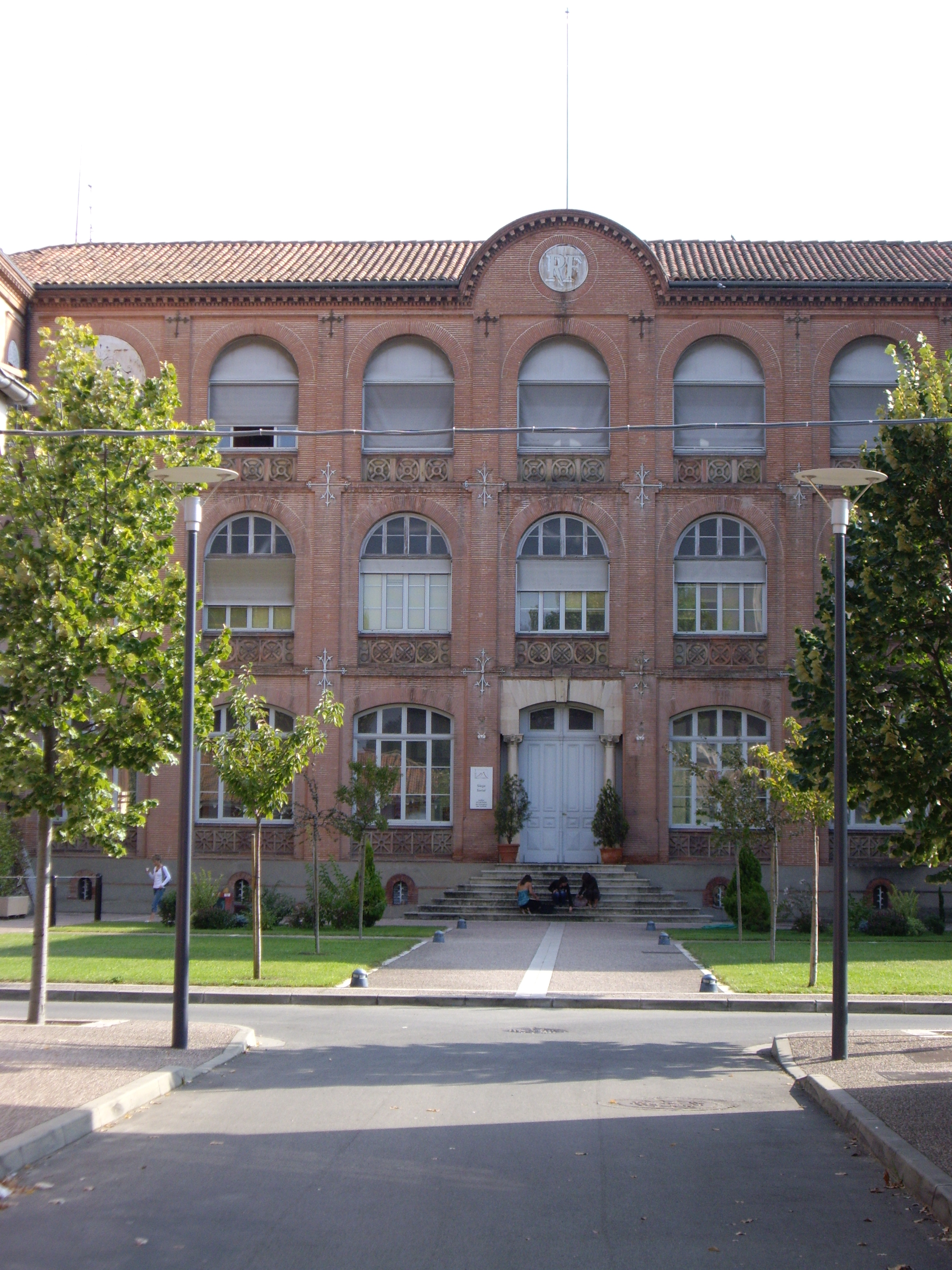
IUFM Saint-Agne à Toulouse.

Avant la création des IUFM, la formation des enseignants est assurée
- pour les instituteurs : par les écoles normales primaires dites aussi écoles normales d'instituteurs ou d'institutrices recrutant jusqu'alors par concours les titulaires d'au moins le baccalauréat.
- pour les professeurs des lycées et collèges : par les centres pédagogiques régionaux (CPR) recrutant jusqu'alors par concours les titulaires d'une licence pour les préparer au concours du CAPES (licence+1) ou de l'agrégation (maîtrise+1).
- pour les professeurs des lycées professionnels : par les écoles normales nationales d'apprentissage (ENNA) recrutant jusqu'alors les professeurs d'enseignement général (PEG) et professeurs d'enseignement technique théorique (PETT) sur diplômes et les PTA (ou Professeur Technique Adjoint, assurant l'enseignement technique pratique et proprement professionnel) après validation de leurs acquis professionnels en entreprise.

### 1990: création
La loi no 89-486 du 10 juillet 1989 d’orientation sur l’éducation « Loi Jospin » crée un institut universitaire de formation des maîtres dans chaque académie, à partir du 1er septembre 1990. Les instituts sont autonomes (statut d’établissement public à caractère administratif) mais rattachés à une ou plusieurs universités de l’académie « pour garantir la responsabilité institutionnelle de ces établissements d’enseignement supérieur par l’intervention des personnes et la mise en œuvre des moyens qui leur sont affectés ». Ils sont placés sous la tutelle du ministre de l’éducation nationale. Ils sont dirigés par un directeur et administrés par un conseil d’administration présidé par le recteur d’académie,.
Les IUFM ont pour vocation de rapprocher la formation professionnelle de ces différents corps d'enseignants intervenant dans le même domaine de l'enseignement obligatoire, primaire et secondaire.
Leur création s'est donc inscrite dans un mouvement de rapprochement entre enseignants du primaire et professeurs du secondaire (collège et lycée), désormais tous recrutés après la licence et alignés sur une même grille de salaires (à l'exception des agrégés et des certifiés bi-admissibles au concours de l’agrégation). C’est ainsi qu'a été créé le corps des professeurs des écoles en remplacement (à terme) de celui des instituteurs, avec de meilleurs salaires, mais sans droit à des logements de fonction, ni à une retraite précoce.
Ce rapprochement aurait eu, entre autres, pour objectif de tirer au niveau du corps enseignant les conséquences de l'unification progressive du système scolaire offert aux élèves (obligation scolaire portée à seize ans, école unique remplaçant la dualité entre le petit lycée et l'école primaire, collège unique, développement massif de l'accès au baccalauréat) : les professeurs des écoles, les professeurs de collèges et de lycées devraient logiquement bénéficier d'une formation suffisamment cohérente pour assurer la continuité du cursus proposé aux élèves dont près de 80 % sont officiellement susceptibles de traverser les trois niveaux. Un tel projet supposait, via l'exigence d'un cursus universitaire plus long, le renforcement de la maîtrise des connaissances disciplinaires chez les maîtres du primaire ainsi que la mise en place d'une véritable formation pédagogique chez ceux du secondaire. Était visé l'effacement des ruptures de culture scolaire vécues par les élèves évoluant d'un niveau au suivant.
Les IUFM assurent :
- auprès des étudiants, la préparation de certains concours de l'enseignement ;
- auprès des fonctionnaires stagiaires, la formation initiale des lauréats à ces différents concours ;
- auprès des fonctionnaires titulaires (enseignants en poste), la formation continue.

Pour la formation initiale, la première année d'IUFM est consacrée à la préparation des étudiants aux différents concours de l'enseignement :
- Concours de recrutement de professeur des écoles (CRPE),
- Certificat d'aptitude au professorat de l'enseignement du second degré (CAPES, pour les enseignants du collège et du lycée),
- Certificat d'aptitude au professorat de l'enseignement technique (CAPET),
- Certificat d'aptitude au professorat d'éducation physique et sportive (CAPEPS),
- Certificat d'aptitude au professorat des lycées professionnels (CAPLP),
- Concours des conseillers principaux d'éducation (CPE).

Pendant cette année, les étudiants étaient appelés « PE1 » (préparant le CRPE), « PLC1 » (préparant un CAPES, un CAPET ou une agrégation), PLP1, CPE1… Certains d'entre eux, ayant satisfait à des tests d'entrée et après étude de leur dossier d'inscription, se voyaient attribuer une allocation d'étude pendant cette  « première année d'IUFM ». 
Cette première année comprenait non seulement des cours de préparation aux épreuves théoriques des concours, mais aussi un enseignement en didactique et pédagogie (certaines épreuves des concours comprenaient des questions dans ces domaines) ainsi que (parfois) des stages d'observation sur le terrain soit en classe ordinaire soit en « classe d'application », et encadrés alors par un maître d'application (devenu « maître-formateur »). Ces stages d'observation et d'entraînement étaient particulièrement utiles pour préparer les épreuves professionnelles des concours, comme la rédaction et la soutenance d'un « mémoire professionnel ». Ceci étant le cas au moins pour le concours du premier degré, et dans certains IUFM. 
Mais beaucoup d’enseignants ne sont pas passés par la première année de l’IUFM qui n'était pas obligatoire (quoique recommandée pour avoir de meilleures chances de réussite) pour se présenter aux concours : seule était obligatoire l'obtention préalable d'une licence. Ces candidats “directs” ont donc préparé le concours par un autre moyen. 
De plus la plupart des IUFM délèguent la préparation du CAPES aux universités, tandis que, dans d'autres, la préparation de l’IUFM venait en plus de celle de l’Université. Le concours de l’agrégation, pour sa part, se prépare principalement dans d’autres institutions (universités, écoles normales supérieures…).
Après réussite au concours, la formation initiale des professeurs stagiaires (« seconde année d’IUFM », rémunérée au bas de l'échelle indiciaire) comporte un enseignement à l’institut, et un ou plusieurs stage en responsabilité. Elle est sanctionnée par une certification qui ouvre la voie à la titularisation définitive l'année suivante, certification qui peut être (rarement) prorogée d'un an si le stagiaire n'a pas donné entière satisfaction ou si des accidents de parcours ou maladies l'ont empêché de la mener à bien.    
Les IUFM participent aussi à la formation continue des personnels enseignants en poste depuis la suppression des MAFPEN (Les missions académiques à la formation des personnels de l'éducation nationale) en 1999.
Les enseignants peuvent s'inscrire annuellement à des modules paraissant dans le « plan académique de formation » ou le « plan départemental de formation ». Une fois obtenue la possibilité de participer aux stages, ceux-ci se déroulent soit sur le temps scolaire (les enseignants sont remplacés par des enseignants titulaires d'un poste de remplacement ou des professeurs stagiaires), soit hors temps scolaire.
La formation permanente, qui n’est pas obligatoire, est aussi assurée par d’autres institutions [universités, instituts de recherche sur l’enseignement des mathématiques (IREM), etc.].

### 2005 à 2012: rattachement aux universités et masterisation
[Voir aussi la section « Historique », et spécialement la sous-section 2010 : « mastérisation » de l'article consacré aux INSPÉ successeurs des IUFM.]

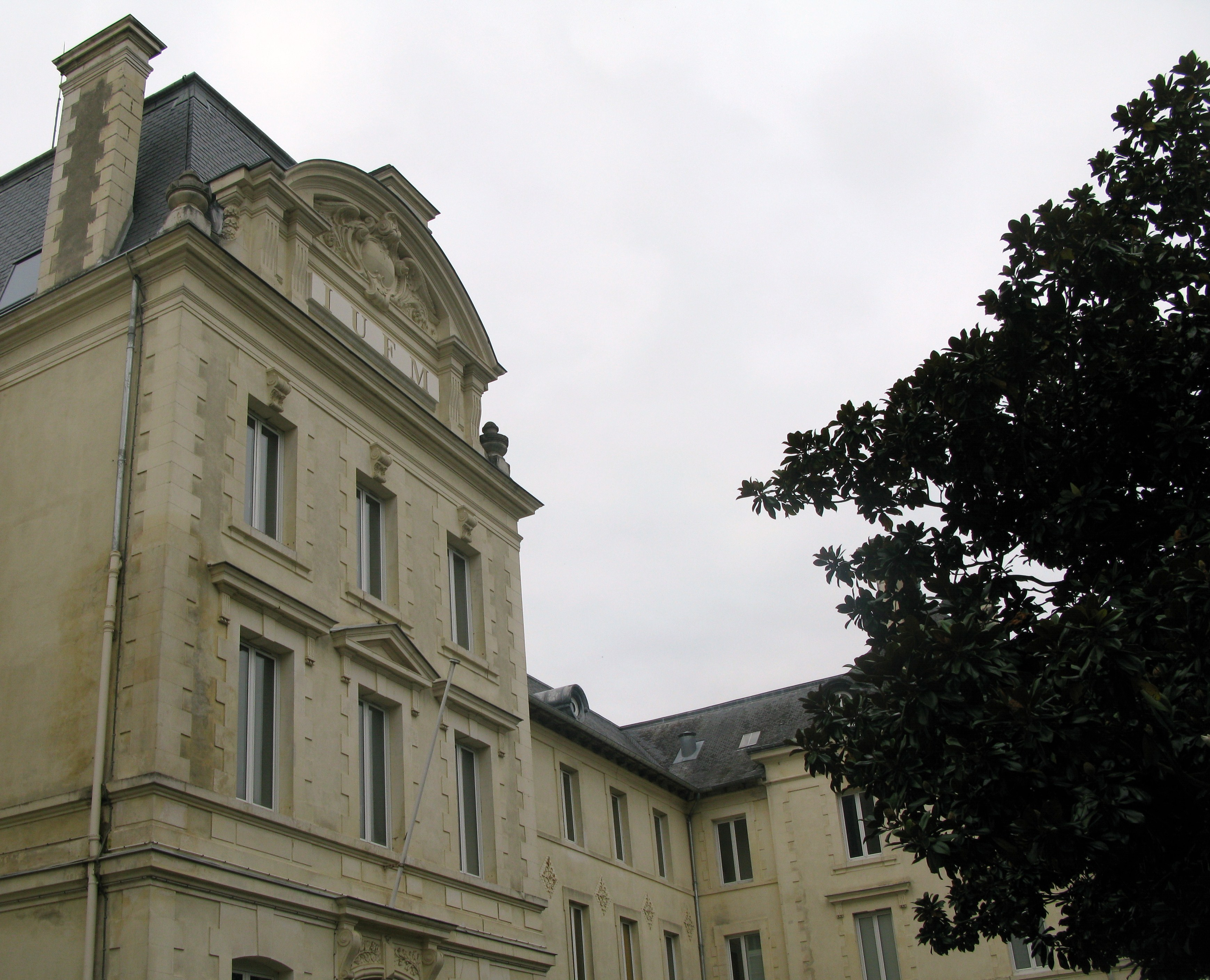
IUFM de Bretagne à Rennes.

La loi no 2005-380 du 23 avril 2005 d'orientation et de programme pour l'avenir de l'école « Loi Fillon » modifie le statut des IUFM qui deviennent des écoles faisant partie des universités (au même titre que les IUT par exemple). Les instituts ont trois ans pour être intégrés dans l’une des universités auxquelles ils étaient rattachés.
Tous les sites IUFM ne gardent pas leurs locaux et leur identité propre vis-à-vis de l'université de rattachement. Certains sites sont fermés.

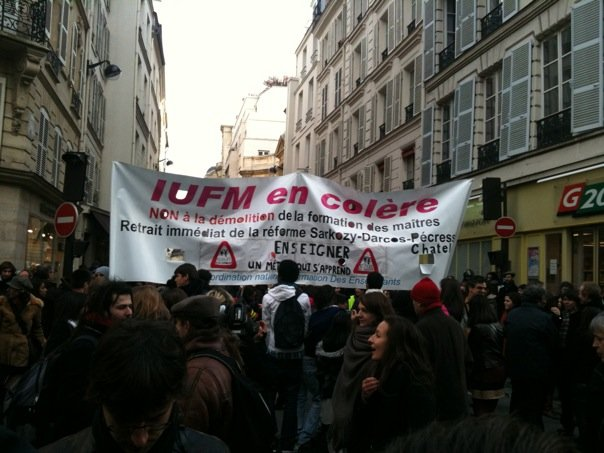
Manifestation parisienne du 18 février 2010 contre la réforme de mastérisation.

En mai 2008, Nicolas Sarkozy annonce que les concours de l’enseignement seront accessibles avec un master (bac + 5) ; l’ancienne seconde année d’IUFM est ainsi remplacée par des masters d’enseignement, supprimant ainsi les professeurs stagiaires. Cette réforme a connu une importante opposition des enseignants et des étudiants, amenant Xavier Darcos et Valérie Pécresse à temporiser la réforme, et à ajouter des formations complémentaires lors de la première année de métier. La modification des concours est décrétée par le Gouvernement en juillet 2009, pour une application à partir de la rentrée 2010 (et des concours de 2011),.
Le 16 novembre 2009, le CNESER vote une motion condamnant les propositions gouvernementales du 13 novembre en matière de formation des enseignants à une très large majorité par 19 voix contre 4.
Le 19 novembre, la Conférence des présidents d'université condamne le projet qu'elle « ne pouvait pas accepter » et dénonce « un schéma de formation incohérent et composite ». Le même jour, la Conférence des Directeurs d'IUFM dénonce « une parodie de concertation pour tenter de justifier de très mauvaises propositions ». La Cour des Comptes a également jugé que la mise en œuvre de cette réforme a entraîné de nombreuses difficultés. Par exemple, près d'un quart des enseignants stagiaires n'était pas dans le même établissement que leur tuteur. Elle a également entraîné une importante réduction du nombre de candidats au concours (−39 % d'inscriptions en 2011 par rapport à 2010, −42 % dans le 1er degré et −24 % dans le second degré).
Les IUFM proposent alors des formations diplômantes de niveau master (bac+4 et bac+5) permettant l'accès aux concours de l'enseignement. Selon l'académie et l'université de rattachement choisie, ces formations portent des noms différents et n'offrent plus les mêmes contenus ou conditions de stage.
Les IUFM forment les futurs enseignants dans le cadre de master en poursuivant cinq objectifs, souvent difficilement conciliables :
- Préparer aux concours d'enseignement
- Offrir une formation professionnelle
- Offrir une formation académique, tenant notamment à la recherche
- Préparer aux certifications en langue[18] et technologies de l'information et de la communication pour l'enseignement, (CLES et C2i2e) désormais obligatoires pour être nommé professeur stagiaire
- Ménager des enseignements profitables aux étudiants qui n'obtiennent pas le concours.

### 2013: création des écoles supérieures du professorat et de l'éducation
Alors que François Hollande annonce lors de l'élection présidentielle de 2012 vouloir revenir sur les mesures mises en place, le Conseil d'État, dans un arrêté du 1er juin 2012, annule la réforme de la masterisation. La loi no 2013-595 du 8 juillet 2013 d’orientation et de programmation pour la refondation de l’école de la République supprime les IUFM dans les académies mais les maintient dans les vice-rectorats du Pacifique, et crée les écoles supérieures du professorat et de l'éducation (ESPE). Ce sont des composantes des universités, qui ont pour mission la formation initiale et continue des enseignants. Les candidats aux concours doivent justifier d’une inscription en première année d’études en vue de l’obtention d’un master.

## Cas particulier
Pour les articles homonymes, voir IFM.
En l'absence d'université à Mayotte, l'île dispose d’un Institut de formation des maîtres (IFM) non universitaire, qui a le statut d'établissement public à caractère administratif. Toutefois, la loi du 7 décembre 2010 relative au département de Mayotte prévoit dans son article 19, la suppression de cet institut au 1er septembre 2012. L'institut pourrait alors être absorbé avec le Centre universitaire de formation et de recherche de Mayotte, qui s'installe d'ailleurs dans ses locaux.

## Formateurs de l’IUFM
Les formateurs sont les enseignants de l'IUFM. La caractéristique essentielle de ces formateurs est qu’ils sont d’horizons et de parcours très variés, contrairement à la plupart des établissements d’enseignement, et dans l’idéal se veulent former des équipes pédagogiques sans hiérarchisation. Leur nom de « formateur » est utilisé dans ce but, pour éviter d’autres termes qui feraient immanquablement référence au statut et au grade.
Ils peuvent être :
- maîtres formateurs : instituteurs ou professeurs des écoles ayant passé avec succès le CAFIMF (certificat d'aptitude aux fonctions d'instituteur maître formateur) ou le CAFIPEMF (certificat d'aptitude aux fonctions de professeur des écoles maître formateur) ; ces formateurs continuent d'enseigner dans leur classe, mais interviennent à l'IUFM pendant un temps de décharge d'enseignement.
- enseignants agrégés ou certifiés issus du secondaire (PRAG, PRCE) ou professeurs des écoles issus du primaire (PREC) et enseignants détachés ou en temps partagé (travaillant à la fois dans leur classe et dans les IUFM). Ces enseignants interviennent pour assurer des formations dans les disciplines de l'enseignement primaire ou secondaire, mais aussi en philosophie de l'éducation et parfois dans d'autres sciences humaines pour l'éducation ;
- enseignants-chercheurs : maîtres de conférences et professeurs des universités ;
- intervenants extérieurs : personnes d'horizons divers apportant une expertise dans un domaine particulier.

Les IUFM recrutent des enseignants en temps partagé (IUFM et un autre établissement, du primaire ou du secondaire pour des contrats de cinq ans), des enseignants à temps plein (Agrégé, certifié ou professeur des écoles) et des enseignants-chercheurs. Il existe un programme national pour les IUFM. Les postes sont publiés dans le Bulletin officiel de l’Éducation nationale et les candidatures sont sélectionnées par une commission mixte, sur le modèle universitaire (concours sur dossier puis audition).

## Débat autour des IUFM

### Dans les médias
Au moment de la création des IUFM, seuls les États-Unis disposaient, avec les schools for education, d'un système comparable de formation des enseignants. Dans les deux pays, ces nouvelles institutions ont fait l’objet de fortes polémiques. De manière très approximative, le soutien venait des « pédagogues » et de la Gauche.[réf. souhaitée] Le clivage droite–gauche n’est cependant qu'une approximation, car il en cache un autre, dont la topographie politique est plus complexe et dépend de la mission qu'on assigne aux institutions scolaires et à ses agents : transmission de connaissances ou "action éducative" ; formation d'une "élite" progressivement sélectionnée ou alignement sur le plus petit dénominateur commun. On conçoit que le profil attendu d'un enseignant ne sera pas le même selon les options retenues. Nombre d'intellectuels de gauche ont été sceptiques[réf. nécessaire]. C'est ainsi que, dès 1991, Laurent Schwartz, connu pour ses positions de gauche, lançait cet avertissement : « Si le développement des IUFM se poursuit comme il a commencé, il mènera l'enseignement secondaire à un désastre sans précédent dans son histoire »[réf. nécessaire]. Inversement, en dépit d'un positionnement public plutôt critique, les ministères de droite ont rarement remis en question de façon radicale le nouveau système de formation des enseignants. Mais ils l'ont beaucoup aménagé et souvent modifié drastiquement, successivement : 
- François Fillon (Loi Fillon (éducation), 2005 : intégration totale des IUFM dans l’université) ;
- Xavier Darcos et Luc Chatel avec Valérie Pécresse (2010 : « mastérisation », et suppression de l'année de formation de professeur-stagiaire rémunérée) ;
- voire aussi Jean-Michel Blanquer (2019 : Loi pour une école de la confiance, qui inaugure les INSPÉ et « marque la reprise en main des organismes de formation des enseignants par le ministère »[26], ou bien, selon l'optique, « notre volonté d’homogénéiser la formation des enseignants » selon Fannette Charvier[26] député LREM du Doubs et corapporteure du projet de loi)[27].

On observe que, dès la naissance des IUFM, le journal Le Figaro a publié de très nombreuses critiques, tandis que le journal Le Monde s’est ouvert à de nombreuses tribunes favorables, en particulier celles du chercheur Philippe Meirieu. Par ailleurs, la réforme ayant été mise en place par Lionel Jospin, les instituts ont été longtemps défendus par le Parti socialiste et les Verts (le Parti communiste et le Mouvement des citoyens ayant eu une attitude réservée).
Les critiques d'acteurs, dont les prérogatives ont été réduites par la création des IUFM, ont pu être mises sur le compte de l’amertume comme le suggère le directeur de l'IUFM de Lorraine : « Le directeur d’école normale était sous l’autorité directe de l’inspecteur d’académie. Celui-ci était chez lui dans les locaux de l’école normale : ce fut une catastrophe dans un département lorrain lorsque le directeur de l’IUFM de Lorraine demanda à l’inspecteur d’académie et à ses services de restituer les clés des locaux. »
Les IUFM, en effet, ont été créés en retirant à la fois aux rectorats et inspections académiques, aux corps d'inspection, aux universités, une partie de leur pouvoir. On pouvait s'attendre à ce que cette situation fasse le lit d'un certain nombre de critiques. Par ailleurs, ces critiques ont pu apparaître comme des procès d'intention, puisque ces établissements n'avaient pas encore fait leurs preuves. La défense et la critique des IUFM dans les premières années de leur mise en place ont donc été biaisées par des considérations politiques, psychologiques et idéologiques.
À partir des années 2000, des articles de presse ont fait état de  critiques renouvelées à l'égard des IUFM. Le Monde a ainsi publié une tribune écrite par deux agrégés d'histoire qui jugeaient négativement les IUFM : « Depuis dix ans, la formation initiale des professeurs est dispensée dans des établissements dits « IUFM » (instituts universitaires de formation des maîtres). On pourrait résumer le bilan de cette expérience dans un consternant triptyque : l’IUFM est inefficace, inutile et parasitaire ». Cette introduction abrupte est suivie d'un argumentaire détaillé. L'article constitue la première critique publiée par Le Monde, et a provoqué la réponse, indignée, du président des CDIFM, la « Lettre au Monde » par Gérard Gonfroy. Cette lettre, refusée par le quotidien, est disponible en ligne.
Par la suite, Fabrice Barthélémy et Antoine Calagué ont reçu le soutien de l'universitaire Pierre Cordoba, président de l’Association Reconstruire l’École. Certains syndicats, qui avaient obtenu des revalorisations de carrière à la création des IUFM, ont adopté un discours plus distancié.
Par exemple, Laurent Lafforgue, de l'Académie des sciences de Paris, s’exprimant en 2006 devant le club de réflexion Utopia, courant commun du Parti socialiste et des Verts a expliqué : « Enfin, et c'est sans doute le point le plus important et le plus urgent, il faut que cesse le scandale des IUFM. Ceux-ci empoisonnent littéralement l'école. Les futurs instituteurs et professeurs y subissent une prétendue formation qui n'est pas seulement inutile mais nuisible. La doctrine profonde des IUFM, inspirée d'une vision instrumentale de l'homme, et véhiculée par les soi-disant sciences de l'éducation et autres psychopédagogies qui y règnent, est le refus du savoir et de la transmission. C’est elle qui est déversée sur les stagiaires. On cherche à les transformer en animateurs plutôt qu'en enseignants… ».

### Un conflit «culturel»?
Le point principal des critiques, qu'elles proviennent de la droite ou de la gauche, reste l'approche pédagogique ou « pédagogisante » retenue à l'IUFM. Comme le suggère Philippe Meirieu, l'un des acteurs majeurs de la mise en place des IUFM, on a pu y voir aussi l'expression d'un conflit « culturel » latent entre les professeurs du second degré — enseignant la plupart du temps une seule matière et très attachés à la didactique comme au contenu universitaire de « leur » matière — et les professeurs des écoles, plus sensibles aux conditions générales favorisant tous les apprentissages quels que soient leurs contenus, et donc à la pédagogie. 
Ces deux corps d'enseignants était en effet désormais réunis dans la même formation (avec des modules communs et des modules spécifiques), dans l'objectif explicite de rendre plus universitaire la formation des enseignants du premier degré en leur fournissant plus d'outils d'analyse théorique, ainsi que de rendre plus pédagogique, plus attentive à l'« apprenant » et moins centrée uniquement sur les savoirs la formation des enseignants de collèges et de lycées. Dans les débuts de l'installation des IUFM, cette différence « culturelle » s'est parfois concrétisée par un conflit d'autorité entre les formateurs universitaires et ceux issus des précédentes écoles normales d'instituteurs, dont l'héritage était diversement apprécié, ainsi qu'entre les divers corps d'inspection (les uns dépendant des inspections académiques départementales, les autres des rectorats), voire entre le ministère et les universités. 
Enfin, l'IUFM s'est retrouvé dans la position d'être le nouveau creuset d'un débat ancien, voire le nœud de la confrontation entre une conception de l'enseignement centrée sur la connaissance et sur l’enseignant comme “expert” d'un côté, et une autre centrée sur l'élève en tant qu'apprenant original.
Ces différents conflits se seraient fait écho et synthétisés dans la critique « anti-pédagogisante » du projet fondamental de l'IUFM que Meirieu lui-même a qualifié de « mariage de la carpe et du lapin », tout en y étant favorable pour sa part. Et il a fallu du temps et des recherches croisées pour que les différents héritages — les uns plus attentifs aux savoirs à transmettre, les autres aux conditions de la transmission elle-même — arrivent à confluer. 
« Apprendre à apprendre » était un slogan souvent repris lors de la création des IUFM pour les élèves considérés avant tout comme des apprenants avec des caractéristiques diverses ; la question étant alors de savoir si le même slogan pouvait s'appliquer à l'apprentissage de leur métier d'enseignant et de leurs « gestes professionnels » par les étudiants et professeurs stagiaires eux-mêmes, ou si l'art d'enseigner ne saurait s'apprendre et se perfectionner que “sur le tas”,. L'enjeu devient alors de voir comment faire dialoguer théorie et pratique, recherche universitaire et vie de la classe. Ce que se sont attachés à traiter par exemple les courants de « Recherche-action » en pédagogie et didactique,.

### Pédagogie
Dans son livre Journal d'une institutrice clandestine, l'institutrice Rachel Boutonnet décrit la pédagogie qu'elle utilise en classe :

« J’applique aujourd’hui des méthodes pédagogiques auxquelles j’ai longuement réfléchi, qui sont aussi précisément celles que l’IUFM voue aux gémonies, mais je vois mes élèves apprendre et en être fiers. »

Dans cet ouvrage, Boutonnet raconte comment chaque professeur (appelé « formateur » dans la terminologie des IUFM) déverse, heure après heure, la même doctrine, celle de l'élève qui construit ses propres savoirs, sans qu'il soit question de lui en transmettre auparavant. Elle note que le professeur de philosophie ne fait pas exception à la règle.

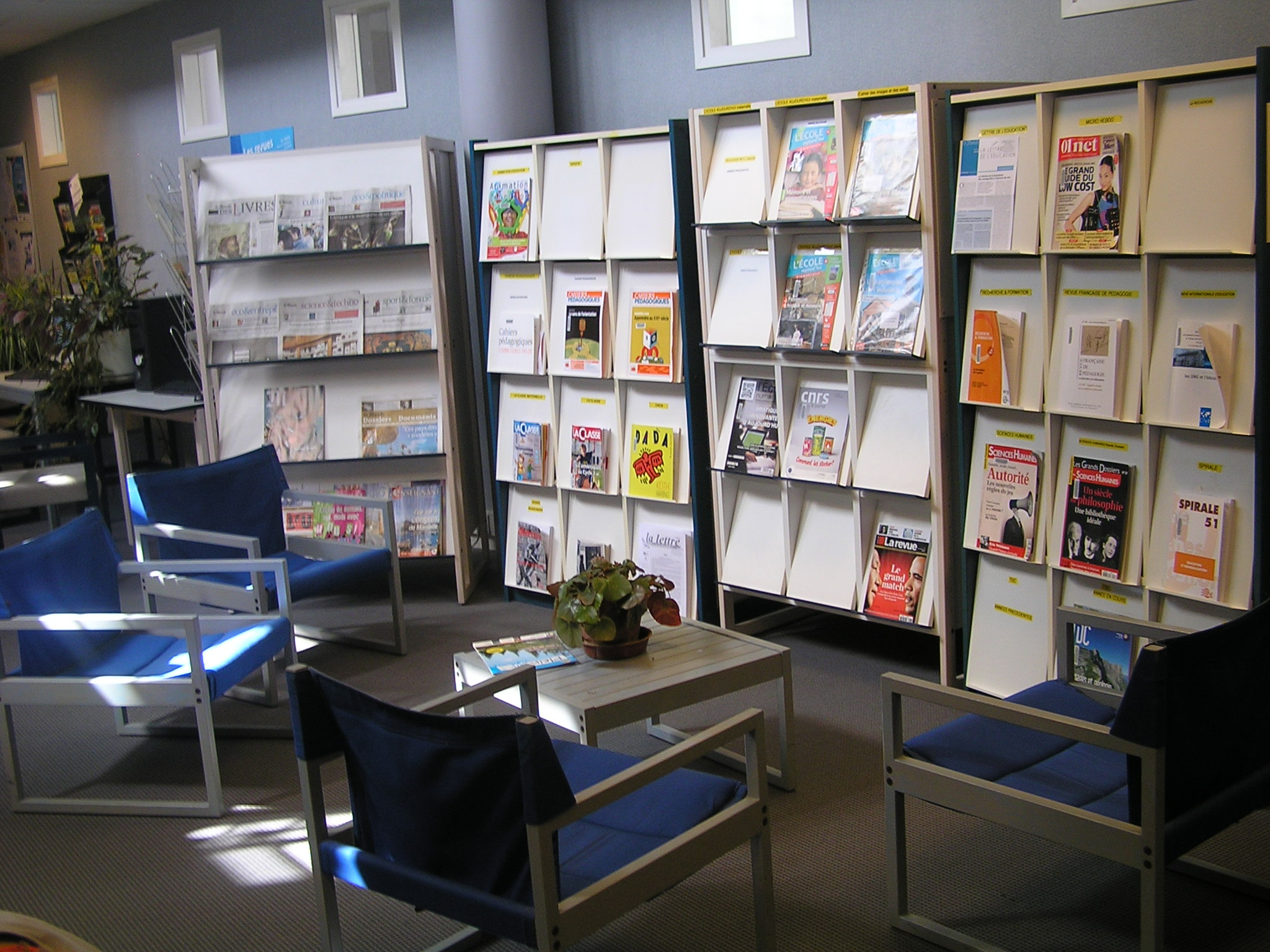
Espace de consultation des revues pédagogiques à la médiathèque de Formation des Maîtres de l'IUFM de Brest.

D'autres témoignages de jeunes enseignants donnent une vision nettement plus positive de leur passage à l'IUFM qui, disent-ils, leur a permis de varier leurs approches pédagogiques grâce notamment aux allers-retours entre théorie et pratique.
Comme exemple de réponses à ces critiques, citons un extrait de l'entretien de Patrick Baranger, directeur de l'IUFM de Lorraine :

« Ce n’est qu’après, à l’occasion même de ces stages qu’ils [les stagiaires] font la découverte de besoins de formation précis. En fin de deuxième année d’IUFM, la conversion intellectuelle n’est pas pleinement réalisée, leur appréciation est mitigée, voire paradoxale : la formation qu’ils ont reçue leur apparaît à la fois inutile et incomplète, superflue et insuffisante. Ce n’est qu’après… longtemps après… après quelques années d’exercice… que la formation peut être revisitée. Elle prend sens, elle apparaît moins inutile tout en demeurant insuffisante. »

Pour évaluer les contributions, critiques ou favorables, il convient de distinguer d'une part :
- les textes émanant d'acteurs de terrain, d'anciens stagiaires comme Rachel Boutonnet[46], ou des intervenants à l'IUFM, comme Philippe Meirieu[47] (directeur de l'IUFM de Lyon jusqu'en 2006) ou Patrick Baranger (directeur de l'IUFM de Lorraine) ;

et d'autre part :
- les textes ou études, critiques et documentés, dont les auteurs sont clairement extérieurs aux IUFM. Citons par exemple l'étude de la DEP : Les enseignants des écoles publiques et la formation[48] ou différents textes d'universitaires.

Les IUFM représentant l'employeur, les stagiaires utilisent souvent des pseudonymes pour se protéger de possibles représailles, ce qui rend la qualité de leurs témoignages plus difficile à apprécier. Les justifications des intervenants dans les IUFM sont également à examiner de manière circonstanciée.
Un reproche qui est souvent formulé par les stagiaires eux-mêmes, voire par des chercheurs, revient à souligner le décalage entre le métier et la formation, trop théorique. Reste à savoir ce qu'on entend ici par « théorique » : le fonctionnement des écoles et des établissements secondaires étant par exemple rarement conforme aux directives de l'autorité ministérielle de tutelle, pourra être qualifié de théorique tout décalage entre le fait et le droit. Plus profondément, cette accusation pourrait bien être due au fait que la création des IUFM a fait naître une demande à laquelle il est très difficile, voire impossible, de répondre : fournir au stagiaire une compétence pédagogique que seul l'enseignant peut progressivement élaborer en situation réelle (en tenant compte du fait que l'accompagnement de ces premiers pas dans la diversité des situations réelles, au plus près des besoins de formation, coûte cher). La critique peut ainsi être issue aussi bien d'un refus idéologique de toute formation pédagogique (la maîtrise universitaire des disciplines serait une garantie suffisante de la compétence de l'enseignant) que, bien au contraire mais symétriquement, d'une demande excessive de formation pratique « clés en main ».
D'après certaines critiques, quelques-uns des exercices auxquels les futurs enseignants doivent se plier à l'IUFM correspondraient à une inversion de ce qui était communément pratiqué auparavant, avec plus ou moins de succès : les élèves de maternelle, à la place d'activités récréatives comme dessiner ou apprendre à lire, se voient dispenser des « cours d'anthropologie », tandis que les futurs enseignants doivent, par exemple, « peindre au tableau avec un pinceau imaginaire coincé dans le nombril, afin de se libérer des inhibitions si préjudiciables à l'enseignement, […] traverser l'espace de la classe en se déplaçant les yeux fermés dans les travées, […] mimer, accrochés à des portemanteaux, les passagers d'un autobus secoués par un conducteur nerveux afin d'apprendre à se mettre en scène devant une classe. ».
Le reproche symétrique identifié plus haut ressortirait d'enquêtes statistiques[réf. souhaitée] ou de textes de chercheurs en science de l'éducation, comme Philippe Perrenoud.

### Insuffisance du nombre de stages
La coupure systématique entre la culture théorique et la compétence pratique serait, d'après nombre de critiques, l'un des points faibles de la formation initialement dispensée par les IUFM. Les professeurs débutants reprochent souvent à leur formation l'insuffisance du nombre de stages au profit d'un excès de formation théorique didactique et pédagogique[réf. nécessaire].

Cependant, le point de vue de certains formateurs est différent, comme celui de Philippe Meirieu : 

« La création des IUFM prend sa source dans une double et contradictoire exigence. D'une part il s'agissait de s'inspirer des acquis pédagogiques élaborés pour l'essentiel dans l'école primaire. Mais d'autre part, on voulait renforcer les disciplines et « universitariser » la formation des enseignants du primaire. C'est ce mariage de la carpe et du lapin qui explique la convergence de critiques issues de points de vue opposés. ».

— Philippe Meirieu, avec Stéphanie le Bars journaliste au Monde, La machine-école (1991).

### Innovations pédagogiques des IUFM
Ces dernières années[Quand ?], les responsables des IUFM, réunis au sein de la Conférence des directeurs, ont souhaité prendre en compte les apports des chercheurs (Bernard Lahire, ou encore Bernard Charlot) qui montrent que l'essentiel dans la réussite scolaire serait, selon eux, le « rapport au savoir », l'« ouverture à la pensée symbolique et abstraite ». Ainsi il serait erroné de vouloir tout enseigner via des gestes, de tout réduire à des savoir-faire.[réf. souhaitée],[référence précise ?]
Ils ont notamment fait valoir les résultats de leur recherche sur l'apprentissage de la lecture et des mathématiques par la création des sites suivants, ouverts à tous  — création initiée et chapeautée par Alain Bentolila avec l'université Paris 5 et l'IUFM de Créteil : « Téléformation mathématiques TFM » (, voir aussi : ) et « Téléformation lecture TFL » (, ou encore : ), afin de préserver une formation des maîtres adossée aux recherches pédagogiques en la matière. Néanmoins, faute d'études sérieuses sur le sujet, on ne peut attribuer le recours préférentiel à telle ou telle méthode pédagogique aux IUFM dans leur ensemble. De fait, les IUFM proposent une diversité de pratiques, en fonction des directives nationales successives, mais aussi de la formation pratique et scientifique de chaque formateur, et des ressources locales en termes de compétences universitaires.

## Personnalités ayant passé le concours
- Audrey Chenu
- Manon Bril